# Складна черепаха Бредлі
Склáдна черепаха Бредлі (Pelusios broadleyi) — вид черепах з роду Складні черепахи родини Пеломедузові черепахи. Отримала назву на честь британського зоолога Дональда Георга Бредлі. Інші назви «мулова черепаха туркана» (за назвою африканського народу туркана), «кенійська склáдна черепаха».

## Опис
Загальна довжина карапаксу досягає 15,5 см. Голова велика та широка. два великих щитка охоплює лоба. На підборідді є 2 вусика. Карапакс доволі плаский, не має потиличного щитка. Пластрон менше за карапакс, містить шарнір між грудними і черевними щитками. Задні лапи мають ребристість, на кінцівках по 5 кігтів.
Колір голови зверху коричневий. Знизу голова й шия мають блідо—жовтий колір. Кінцівки та хвіст сірого забарвлення. Карапакс сіро-коричневий, від середини йдуть тонкі промені чорного або темно—коричневого кольору. Нижня сторона карапаксу має чорне та помаранчеве забарвлення. Пластрон чорного або темно—коричневого кольору.

## Спосіб життя
Полюбляє річки, стариці, струмки, озера. Харчується рибою, земноводними, комахами, молюсками.
Самиця відкладає до 10 яєць. Інкубаційний період триває 60—70 днів. Новонароджені черепашенята завдовжки 2,5 см.

## Розповсюдження
Це ендемік Кенії. Мешкає на південному сході озера Рудольфа, у районі Марсабіт.